# Vesturland
Vesturland – region Islandii, położony w zachodniej części kraju. Zamieszkuje go 16,3 tys. mieszk. (2018). Ośrodkiem administracyjnym regionu jest Borgarnes, a największym miastem Akranes.

## Gminy regionu
W skład regionu wchodzi 10 gmin:
| Kod  | Gmina                      | Ludność (1 stycznia 2015) | Ludność (1 stycznia 2018) | Powierzchnia (km²) |
| ---- | -------------------------- | ------------------------- | ------------------------- | ------------------ |
| 3000 | Akraneskaupstaður          | 6 767                     | 7 259                     | 9                  |
| 3506 | Skorradalshreppur          | 62                        | 56                        | 216                |
| 3511 | Hvalfjarðarsveit           | 635                       | 648                       | 482                |
| 3609 | Borgarbyggð                | 3 539                     | 3 745                     | 4 926              |
| 3709 | Grundarfjarðarbær          | 900                       | 877                       | 148                |
| 3710 | Helgafellssveit            | 53                        | 58                        | 243                |
| 3711 | Stykkishólmsbær            | 1 107                     | 1 177                     | 10                 |
| 3713 | Eyja- og Miklaholtshreppur | 144                       | 129                       | 383                |
| 3714 | Snæfellsbær                | 1 679                     | 1 641                     | 684                |
| 3811 | Dalabyggð                  | 680                       | 667                       | 2 421              |
|      | Razem                      | 15 566                    | 16 257                    | 9 554              |

## Miejscowości regionu
W poszczególnych miejscowościach regionu zamieszkiwała następująca liczba ludności (stan na 1 stycznia 2018):
- Akranes (Akraneskaupstaður) – 7249 mieszk.,
- Borgarnes (Borgarbyggð) - 1962 mieszk.,
- Stykkishólmur (Stykkishólmsbær) - 1173 mieszk.,
- Ólafsvík (Snæfellsbær) - 970 mieszk.,
- Grundarfjörður (Grundarfjarðarbær) - 834 mieszk.,
- Hellissandur (Snæfellsbær) - 365 mieszk.,
- Hvanneyri (Borgarbyggð) - 285 mieszk.,
- Búðardalur (Dalabyggð) - 272 mieszk.,
- Bifröst (Borgarbyggð) - 179 mieszk.,
- Rif (Snæfellsbær) - 135 mieszk.,
- Melahverfi í Hvalfirði (Hvalfjarðarsveit) - 107 mieszk.,
- Innnes (Hvalfjarðarsveit) - 65 mieszk.,
- Reykholt í Borgarfirði (Borgarbyggð) - 56 mieszk.,
- Kleppjárnsreykir (Borgarbyggð) - 43 mieszk.

W pozostałym rozproszonym osadnictwie na terenie gminy zamieszkiwało 2562 osoby.